# Liste der Baudenkmale in Kirchbrak
In der Liste der Baudenkmale in Kirchbrak sind die Baudenkmale der niedersächsischen Gemeinde Kirchbrak und ihrer Ortsteile im Landkreis Holzminden aufgelistet.

## Allgemein
In den Spalten befinden sich folgende Informationen:
- Lage: die Adresse des Baudenkmales und die geographischen Koordinaten. Kartenansicht, um Koordinaten zu setzen. In der Kartenansicht sind Baudenkmale ohne Koordinaten mit einem roten Marker dargestellt und können in der Karte gesetzt werden. Baudenkmale ohne Bild sind mit einem blauen Marker gekennzeichnet, Baudenkmale mit Bild mit einem grünen Marker.
- Bezeichnung: Bezeichnung des Baudenkmales
- Beschreibung: die Beschreibung des Baudenkmales. Unter § 3 Abs. 2 NDSchG werden Einzeldenkmale und unter § 3 Abs. 3 NDSchG Gruppen baulicher Anlagen und deren Bestandteile ausgewiesen.
- ID: die Objekt-ID des Baudenkmales
- Bild: ein Bild des Baudenkmales, ggf. zusätzlich mit einem Link zu weiteren Fotos des Baudenkmals im Medienarchiv Wikimedia Commons. Wenn man auf das Kamerasymbol klickt, können Fotos zu Baudenkmalen aus dieser Liste hochgeladen werden:

## Breitenkamp
Baudenkmale im Ortsteil Breitenkamp.
| Lage                                           | Bezeichnung              | Beschreibung | ID       | Bild |
| ---------------------------------------------- | ------------------------ | ------------ | -------- | ---- |
| Am Langebusch 51° 56′ 48″ N, 9° 32′ 39″ O      | Kriegsmahnmal            |              | 26799078 |      |
| Breitenkamp Nr. 5 51° 56′ 45″ N, 9° 32′ 52″ O  | Scheune                  |              | 26799128 |      |
| Breitenkamp Nr. 9 51° 56′ 41″ N, 9° 32′ 47″ O  | Schule                   |              | 26799145 |      |
| Breitenkamp Nr. 32 51° 56′ 47″ N, 9° 32′ 56″ O | Wohn-/Wirtschaftsgebäude |              | 26799162 |      |

## Heinrichshagen
Baudenkmale im Ortsteil Heinrichshagen.

### Gruppe: Forstgehöft Heinrichshagen
Die Gruppe „Forstgehöft Heinrichshagen“ hat die ID 26973582.

| Lage                                             | Bezeichnung  | Beschreibung | ID       | Bild |
| ------------------------------------------------ | ------------ | ------------ | -------- | ---- |
| Heinrichshagen Nr. 13 51° 56′ 39″ N, 9° 34′ 7″ O | Forsthaus    |              | 26799194 |      |
| Heinrichshagen Nr. 13 51° 56′ 39″ N, 9° 34′ 8″ O | Nebengebäude |              | 26799210 |      |

### Einzeldenkmale
| Lage                                        | Bezeichnung   | Beschreibung | ID       | Bild |
| ------------------------------------------- | ------------- | ------------ | -------- | ---- |
| Auf dem Friedhof 51° 56′ 30″ N, 9° 34′ 1″ O | Kriegsmahnmal |              | 26799179 |      |

## Kirchbrak
Baudenkmale im Ortsteil Kirchbrak.

### Gruppe: von Grone'scher Unterhof
Die Gruppe „von Grone'scher Unterhof“ hat die ID 26973593.

| Lage                                   | Bezeichnung          | Beschreibung       | ID       | Bild |
| -------------------------------------- | -------------------- | ------------------ | -------- | ---- |
| Tiebrink 5 51° 57′ 58″ N, 9° 34′ 36″ O | Herrenhaus (Bauwerk) |                    | 26799356 |      |
| Tiebrink 5 51° 58′ 1″ N, 9° 34′ 37″ O  | Park                 |                    | 26799433 | BW   |
| Tiebrink 5 51° 57′ 59″ N, 9° 34′ 34″ O | Magazin (Lager)      |                    | 26799371 |      |
| Tiebrink 5 51° 57′ 59″ N, 9° 34′ 33″ O | Stall                |                    | 26799388 |      |
| Tiebrink 5 51° 57′ 58″ N, 9° 34′ 32″ O | Scheune              | sog. Bohnenscheune | 26799403 |      |
| Tiebrink 5 51° 57′ 57″ N, 9° 34′ 33″ O | Scheune              | sog. Roggenscheune | 26799418 |      |

### Einzeldenkmale
| Lage                                              | Bezeichnung              | Beschreibung | ID       | Bild           |
| ------------------------------------------------- | ------------------------ | --- | -------- | -------------- |
| Am Flörkenplacken 51° 57′ 34″ N, 9° 33′ 49″ O     | Kriegsmahnmal            | | 26799224 |                |
| Bahnhofstraße 51° 57′ 47″ N, 9° 34′ 47″ O         | Fabrikgebäude            | AMCO-Fabrikerweiterungsgebäude, erbaut 1925–26 nach Entwürfen von Walter Gropius für die Holzleisten- und Möbelfabrik August Müller & Co. GmbH; 1955–56 südseitig formal angepasster Erweiterungsbau nach einem Entwurf des Architekten Wilhelm Giesemann. Dreigeschossiger Gebäudekomplex in Stahlbetonskelettkonstruktion, frei stehend am Rande eines Firmengeländes; Längsfassaden großflächig mit horizontalen Fensterbändern verglast, Stirnseiten geschlossen, Wandoberflächen verputzt; plastische baukörperliche Gliederung durch Versatz der beiden Bauabschnitte, Treppenhaustürme sowie vorgelagerten Werkstatttrakt. | 47511811 | Weitere Bilder |
| Bomhof 1 51° 57′ 50″ N, 9° 34′ 40″ O              | Wohn-/Wirtschaftsgebäude | | 26799240 |                |
| Kirchweg 5 51° 57′ 54″ N, 9° 34′ 35″ O            | Pfarrhaus                | | 26799290 |                |
| Kirchweg 7 51° 57′ 56″ N, 9° 34′ 35″ O            | Schule                   | | 26799307 |                |
| Kirchweg 9 51° 57′ 55″ N, 9° 34′ 33″ O            | Kirche (Bauwerk)         | St. Michael | 26799324 |                |
| Kirchweg 51° 57′ 55″ N, 9° 34′ 32″ O              | Einfriedung              | | 26799274 |                |
| Tiebrink 4 51° 57′ 56″ N, 9° 34′ 31″ O            | Wohnhaus                 | | 26799341 |                |
| Westerbraker Straße 4 51° 57′ 58″ N, 9° 34′ 25″ O | Wohnhaus                 | Sog. Othmer`scher Hof | 26799447 |                |
| Mühlenweg 2 51° 58′ 5″ N, 9° 34′ 39″ O            | Wassermühle              | | 43768338 |                |
| Mühlenweg 2 51° 57′ 52″ N, 9° 34′ 42″ O           | Mühlengraben             | | 44085077 |                |

## Osterbrak
Baudenkmale im Ortsteil Osterbrak.

### Gruppe: Maschinenbauwerkstatt, ehem.
Die Gruppe „Maschinenbauwerkstatt, ehem.“ hat die ID 26973570.

| Lage                                           | Bezeichnung      | Beschreibung                    | ID       | Bild |
| ---------------------------------------------- | ---------------- | ------------------------------- | -------- | ---- |
| Osterbrak Nr. 58 A 51° 57′ 12″ N, 9° 35′ 40″ O | Betriebsgebäude  | Ehemalige Maschinenbauwerkstatt | 26799477 |      |
| Osterbrak Nr. 58 A 51° 57′ 11″ N, 9° 35′ 40″ O | Wohnhaus         |                                 | 26799493 |      |
| Osterbrak Nr. 58 B 51° 57′ 11″ N, 9° 35′ 46″ O | Arbeiterwohnhaus | Maschinenbauwerkstatt, ehem.    | 26799538 |      |

## Westerbrak
Baudenkmale im Ortsteil Westerbrak.

### Gruppe: Gut von Grone
Die Gruppe „Gut von Grone“ hat die ID 26973604.

| Lage                                         | Bezeichnung         | Beschreibung             | ID       | Bild |
| -------------------------------------------- | ------------------- | ------------------------ | -------- | ---- |
| Westerbrak Nr. 10 51° 58′ 4″ N, 9° 33′ 37″ O | Wohnhaus            |                          | 26799620 | BW   |
| Westerbrak Nr. 10 51° 58′ 4″ N, 9° 33′ 36″ O | Anbau (Gebäudeteil) |                          | 26784554 | BW   |
| Westerbrak Nr. 10 51° 58′ 4″ N, 9° 33′ 36″ O | Zwischentrakt       |                          | 26799732 | BW   |
| Westerbrak Nr. 10 51° 58′ 3″ N, 9° 33′ 36″ O | Scheune             |                          | 26799685 | BW   |
| Westerbrak Nr. 10 51° 58′ 2″ N, 9° 33′ 35″ O | Zwischentrakt       | Westlicher Zwischentrakt | 46283969 | BW   |
| Westerbrak Nr. 10 51° 58′ 2″ N, 9° 33′ 36″ O | Stall               |                          | 26799700 | BW   |
| Westerbrak Nr. 10 51° 58′ 1″ N, 9° 33′ 35″ O | Wohnhaus            | Nebenwohnhaus südlich    | 26799717 | BW   |
| Westerbrak Nr. 10 51° 58′ 2″ N, 9° 33′ 38″ O | Stall               | Östlicher Zwischentrakt  | 46283939 | BW   |
| Westerbrak Nr. 10 51° 58′ 3″ N, 9° 33′ 38″ O | Scheune             |                          | 26799670 | BW   |
| Westerbrak Nr. 10 51° 58′ 4″ N, 9° 33′ 39″ O | Torhaus             |                          | 26799653 | BW   |
| Westerbrak Nr. 10 51° 58′ 4″ N, 9° 33′ 40″ O | Remise              |                          | 26799638 | BW   |
| Westerbrak Nr. 10 51° 58′ 5″ N, 9° 33′ 40″ O | Wohnhaus            | ehem. Schmiede           | 26799603 | BW   |
| Westerbrak Nr. 10 51° 58′ 7″ N, 9° 33′ 39″ O | Park                |                          | 26799762 | BW   |
| Westerbrak Nr. 10 51° 58′ 6″ N, 9° 33′ 42″ O | Allee               |                          | 26799748 | BW   |

### Gruppe: Friedhof Westerbrak
Die Gruppe „Friedhof Westerbrak“ hat die ID 26973626.

| Lage                                 | Bezeichnung          | Beschreibung | ID       | Bild |
| ------------------------------------ | -------------------- | ------------ | -------- | ---- |
| Friedhof 51° 57′ 59″ N, 9° 33′ 33″ O | Einfriedung          |              | 26805935 |      |
| Friedhof 51° 57′ 59″ N, 9° 33′ 31″ O | Begräbniskapelle     |              | 26799553 |      |
| Friedhof 51° 57′ 59″ N, 9° 33′ 30″ O | Metallene Grabkreuze |              | 26805979 |      |

### Einzeldenkmale
| Lage                                         | Bezeichnung | Beschreibung        | ID       | Bild |
| -------------------------------------------- | ----------- | ------------------- | -------- | ---- |
| Westerbrak Nr. 8 51° 58′ 10″ N, 9° 33′ 38″ O | Wohnhaus    |                     | 26799586 |      |
| Westerbrak Nr. 15 51° 58′ 8″ N, 9° 33′ 43″ O | Forsthaus   | ehem. Gutsförsterei | 26799806 |      |